# Eenwordingsverdrag

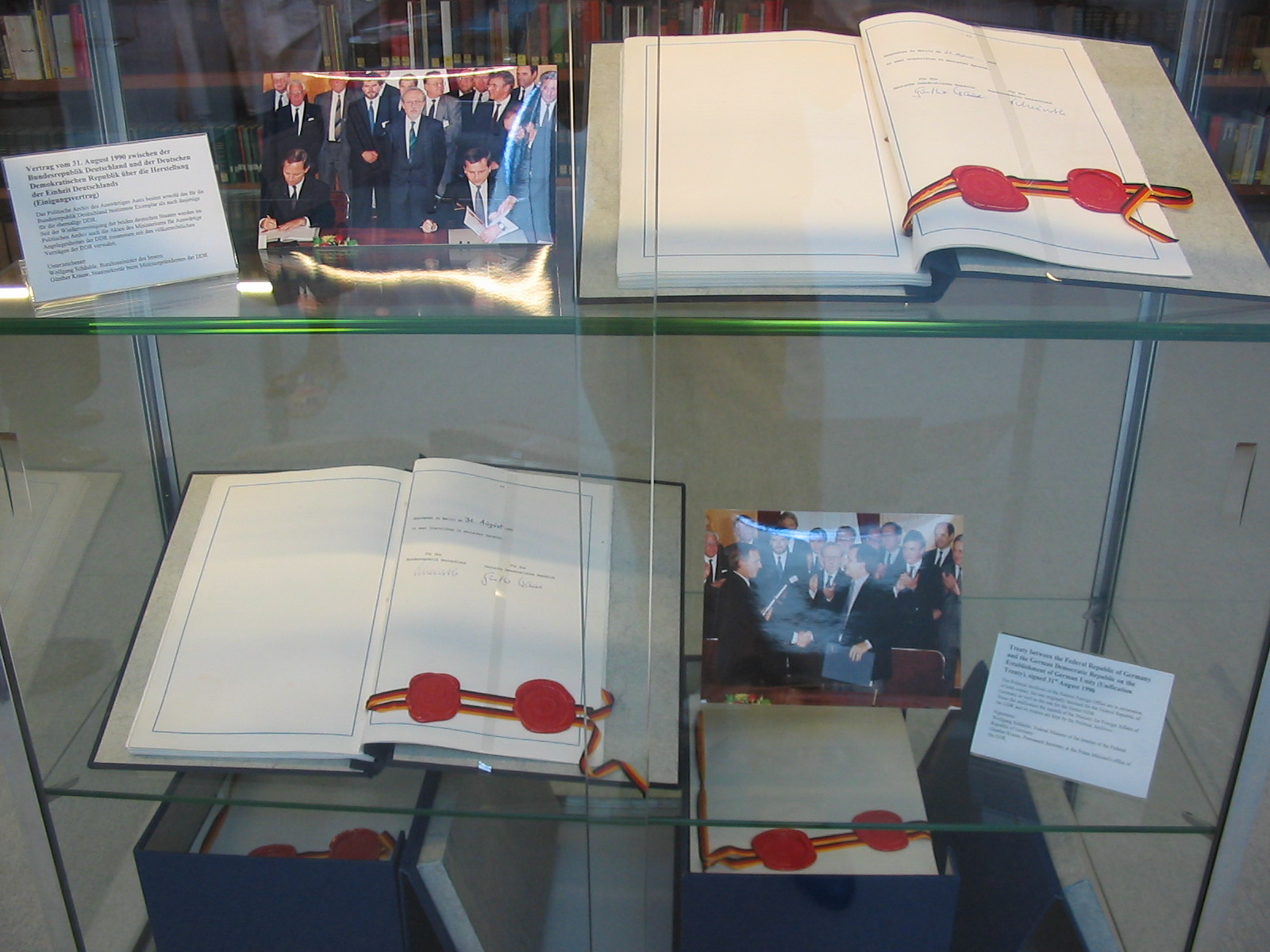
Beide exemplaren van het eenwordingsverdrag, verenigd in een archief in Berlijn

Het eenwordingsverdrag (Duits: Einigungsvertrag) is een verdrag tussen de Bondsrepubliek Duitsland en de Duitse Democratische Republiek. Met het sluiten van dit verdrag werd de Duitse hereniging officieel een feit. 
Het verdrag werd getekend op 3 oktober 1990. Vertegenwoordiger van de Bondsrepubliek was Wolfgang Schäuble. Vertegenwoordiger van de DDR was Günther Krause. Deze dag staat derhalve nog altijd bekend als de Dag van de Duitse eenheid.
Het verdrag behandelt de volgende punten:
- De deelstaten van de DDR zouden toetreden tot de Bondsrepubliek Duitsland.
- Berlijn zou officieel de hoofdstad worden van de gehele Bondsrepubliek.
- De Bondsrepubliek zou de schulden van de DDR overnemen.